# Albuñol (kommunhuvudort)
Albuñol är en kommunhuvudort i Spanien.   Den ligger i provinsen Provincia de Granada och regionen Andalusien, i den södra delen av landet, 400 km söder om huvudstaden Madrid. Albuñol ligger 259 meter över havet och antalet invånare är 6 157.
Terrängen runt Albuñol är huvudsakligen kuperad, men västerut är den bergig. En vik av havet är nära Albuñol söderut.  Närmaste större samhälle är Adra, 17,1 km öster om Albuñol. Runt Albuñol är det i huvudsak tätbebyggt.